# Carte de visite

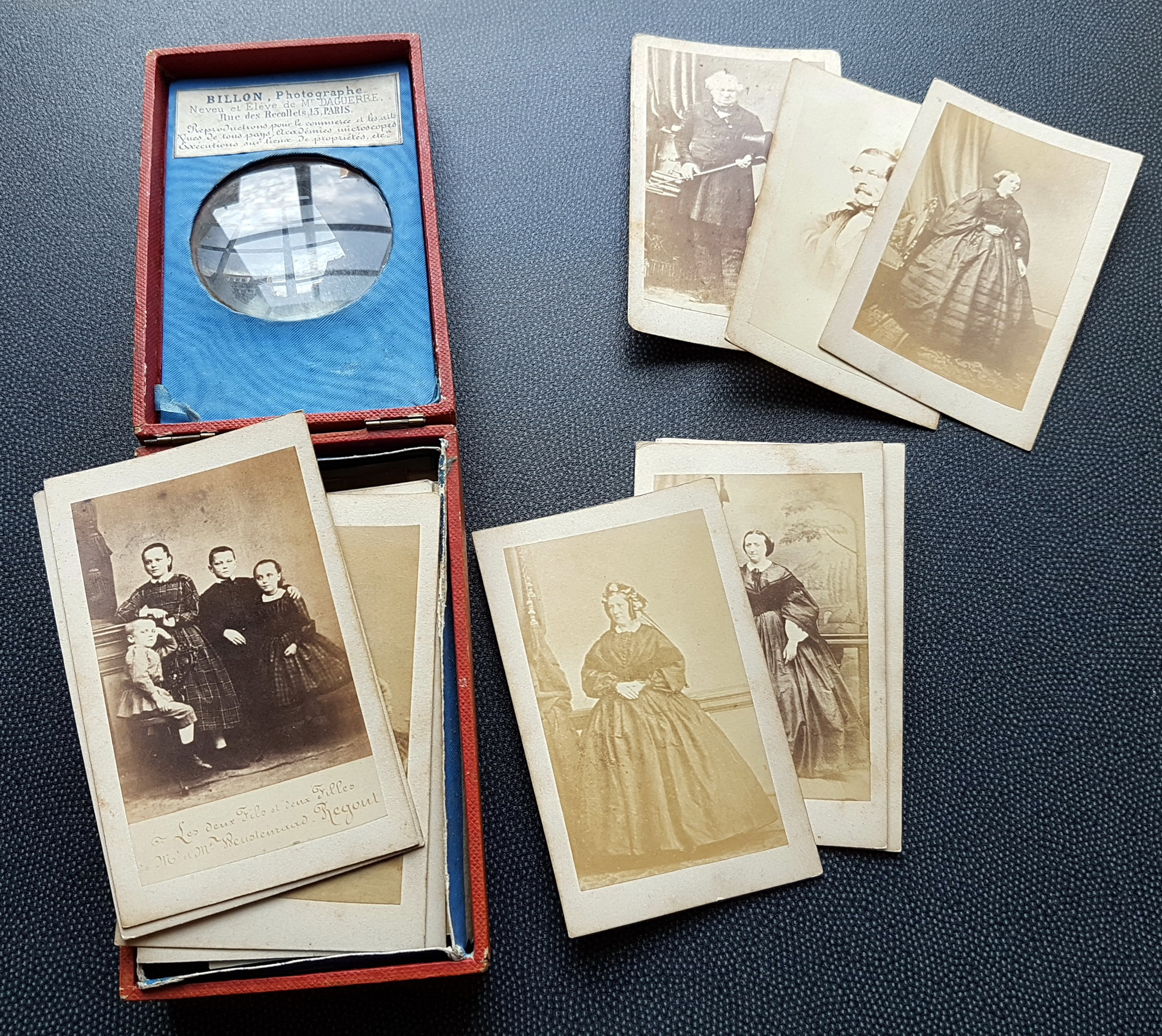
Scatola con le foto della famiglia Regout di Maastricht (1869)

La moda dei cosiddetti carte de visite (che tradurre in italiano come biglietti da visita non è corretto così come fototessera) iniziò grazie all'invenzione di André-Adolphe-Eugène Disdéri che riuscì ad impressione in una lastra ben 8 pose, abbassando i costi e facilitando la diffusione di queste piccole immagini nel corso degli anni '50 e '60 dell'Ottocento divenendo in fretta delle vere e proprie collezioni molto ambite, in special modo di personaggi dell'aristocrazia e del mondo dello spettacolo, della politica, della cultura di tutta Europa e di gran parte dell'America.

## Storia
Nel 1854 il fotografo parigino André-Adolphe-Eugène Disdéri, che possedeva uno studio fotografico in Boulevard des Italiens, probabilmente studiando la fotografia stroboscopica, ottenne, con una fotocamera da egli stesso ideata, la possibilità di riprodurre otto pose diverse in un'unica lastra. Le immagini, le cui dimensioni erano di 5,4 x 8,9 cm, venivano poi stampate su fogli sottili, in origine su carta salata - molto rari - ed in seguito al collodio e all'albume o altri. Le fotografie venivano poi incollate su cartoncini più grandi cui aggiungere il timbro del fotografo, il nome della persona fotografata, eventuali dediche, la località o altre indicazioni, secondo i desideri del cliente. Oltre alla borghesia parigina Disdéri ritrasse le teste coronate dell’intera Europa.
Nel giro di poco tempo anche le classi più modeste vollero farsi la loro "carte de visite", magari coi loro migliori vestiti. In particolare la classe borghese fece sfoggio delle loro ricchezze accumulate coi loro traffici commerciali, essendo ormai in evidente ascesa. Per fare un esempio, la ditta di Disdéri contava circa 100 dipendenti e aveva una succursale a Londra. Nel 1868, quando il commercio iniziò una lenta discesa, si trasferì prima a Siviglia e quindi a Nizza come fotografo ambulante per poi tornare nel 1880 a Parigi povero e malato dove morirà nel 1889.
In pratica, sia pure con le variazioni dovute alle nuove scoperte tecniche, queste "carte" hanno rappresentato un sorprendente spaccato dei costumi del XIX secolo che vari collezionisti hanno permesso  di conservare e conoscere alle future generazioni.
Con l'introduzione e lo sviluppo della prima macchina Kodak alla fine degli anni '80, la fotografia divenne sempre più un evento coinvolgente e le "carte" iniziarono il loro rapido declino.

## Galleria (selezione)

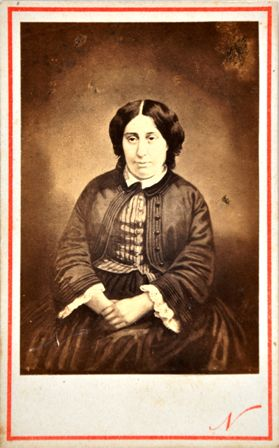
George Sand nel 1852 circa
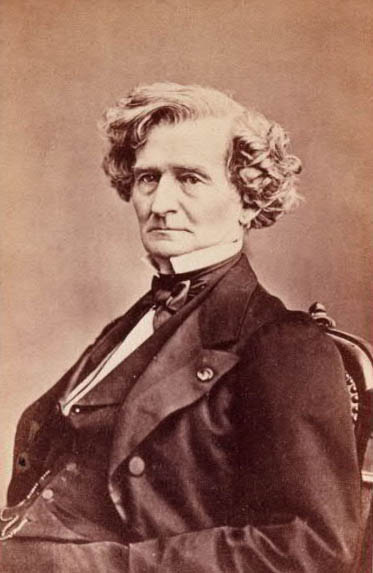
Hector Berlioz nel 1855 circa
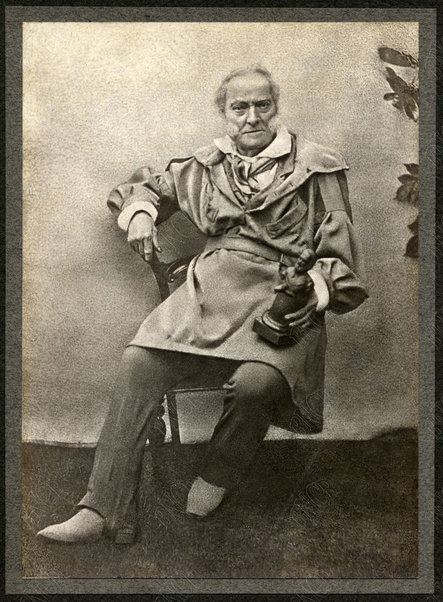
Benedetto Pistrucci prima del 1855
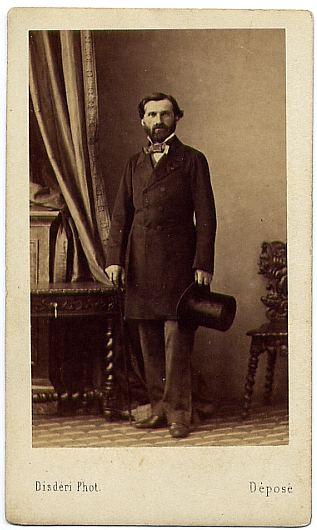
Giuseppe Verdi
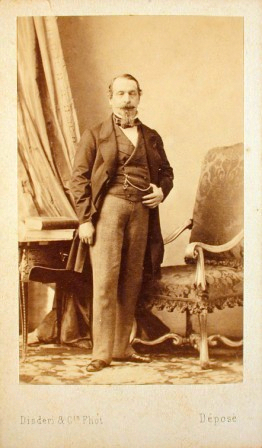
Napoleone III nel 1859
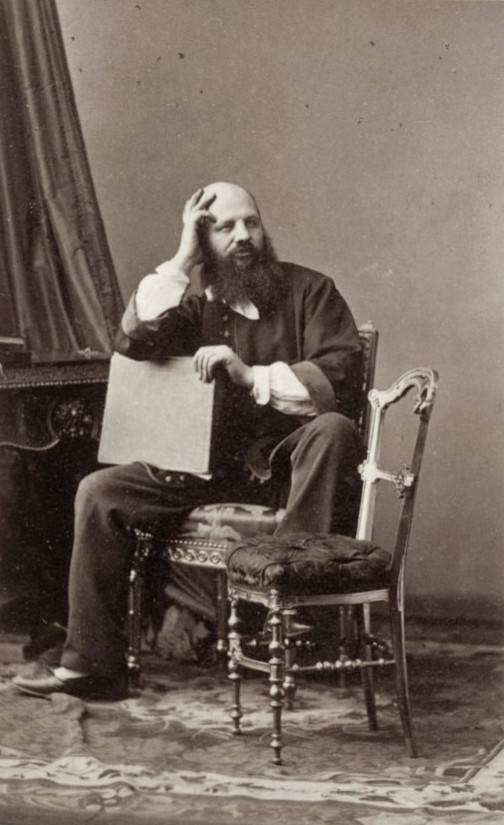
Autoritratto di André-Adolphe-Eugène Disdéri nel 1860
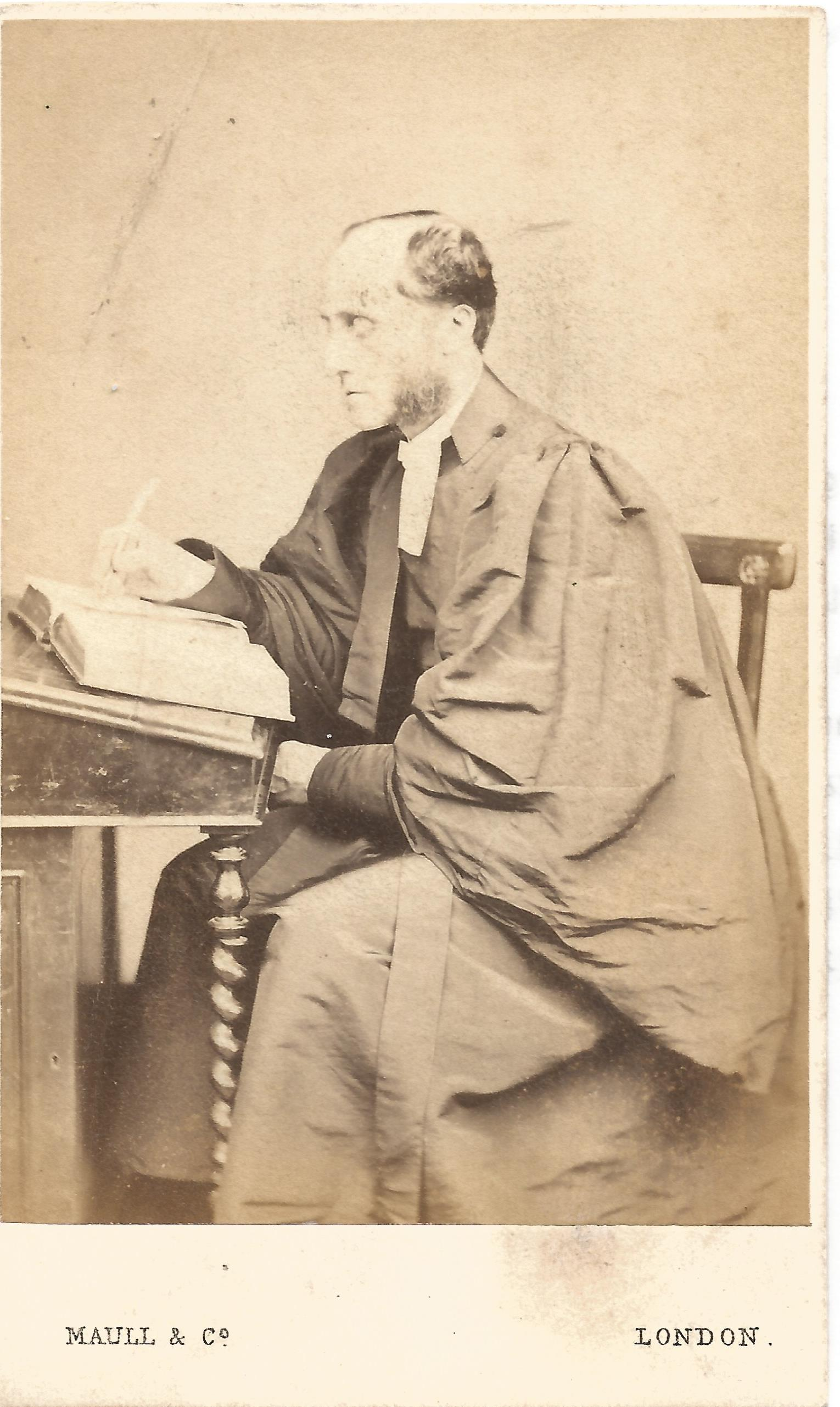
Newman Hall nel 1860 circa
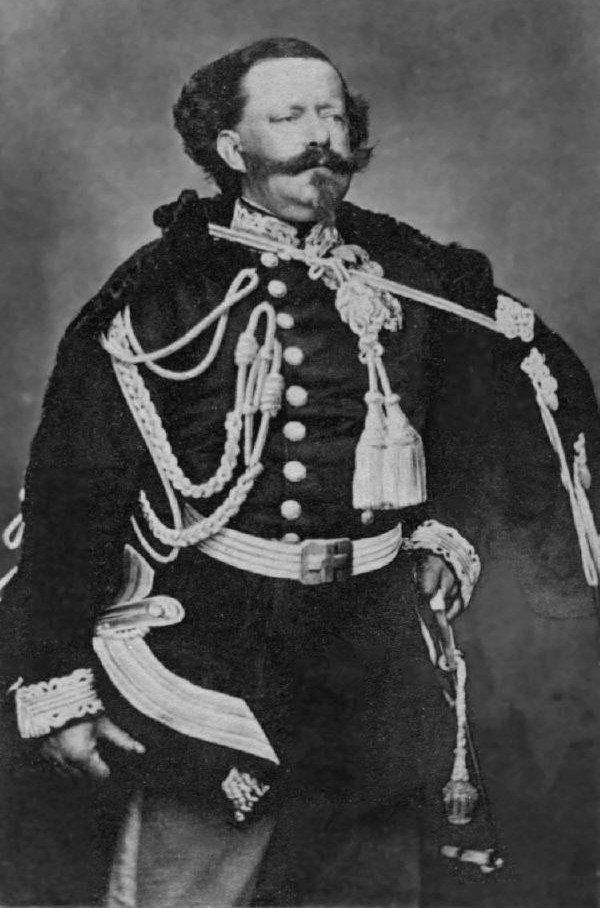
Vittorio Emanuele II re d'Italia nel 1861
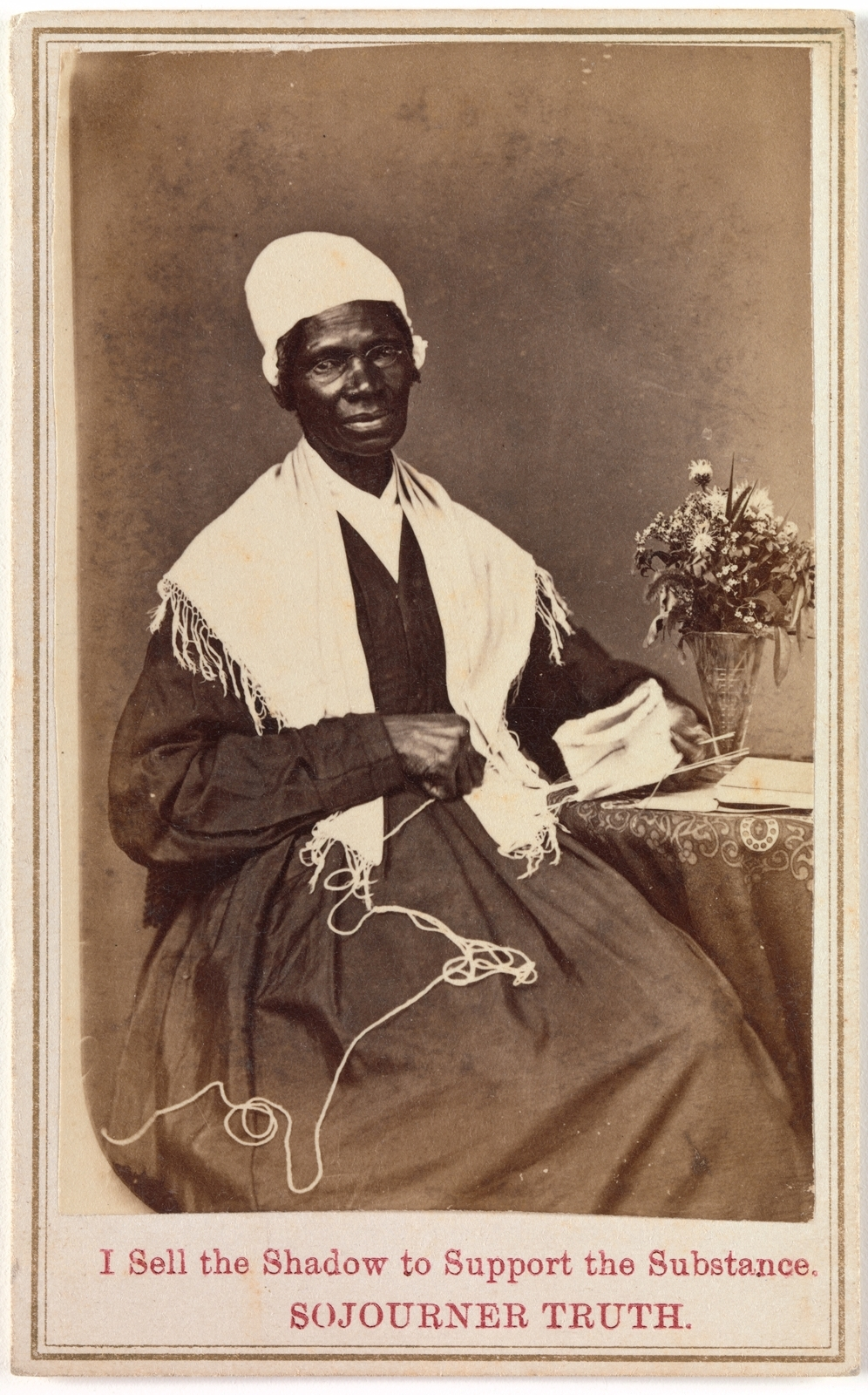
Sojourner Truth nel 1864, una delle prime ribelle nere
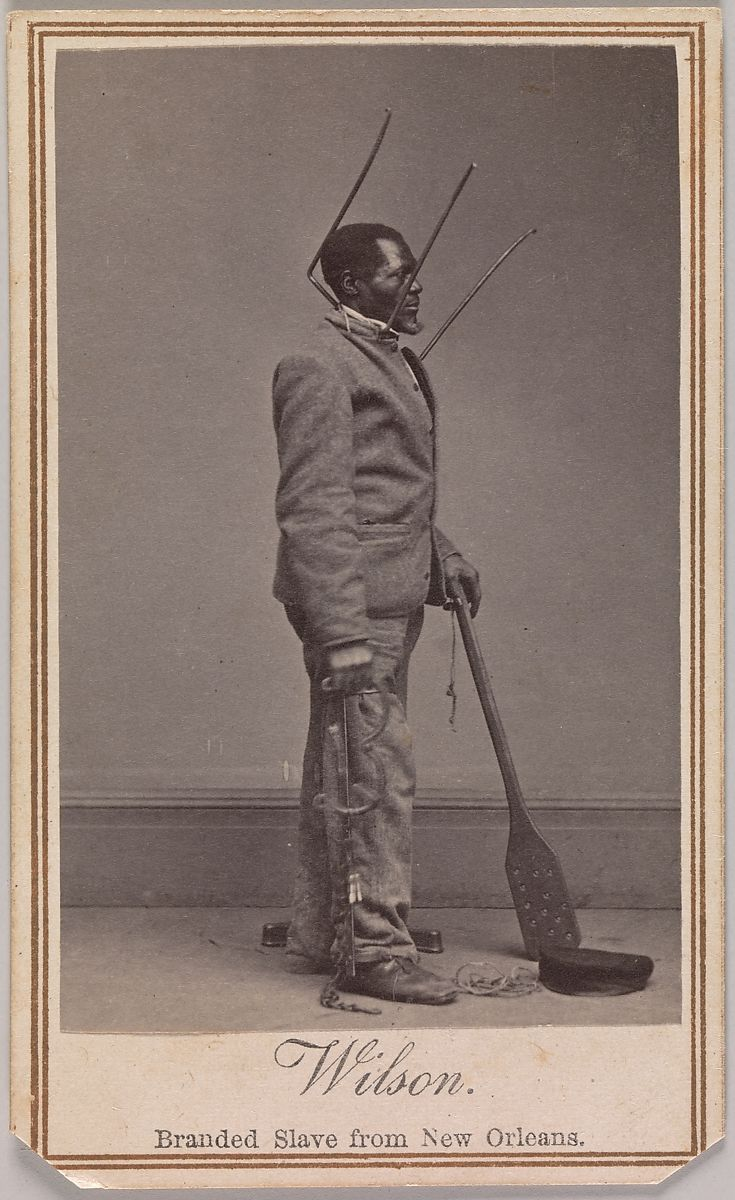
Wilson Chinn schiavo nero nel 1864 con alcuni strumenti di tortura in Louisiana
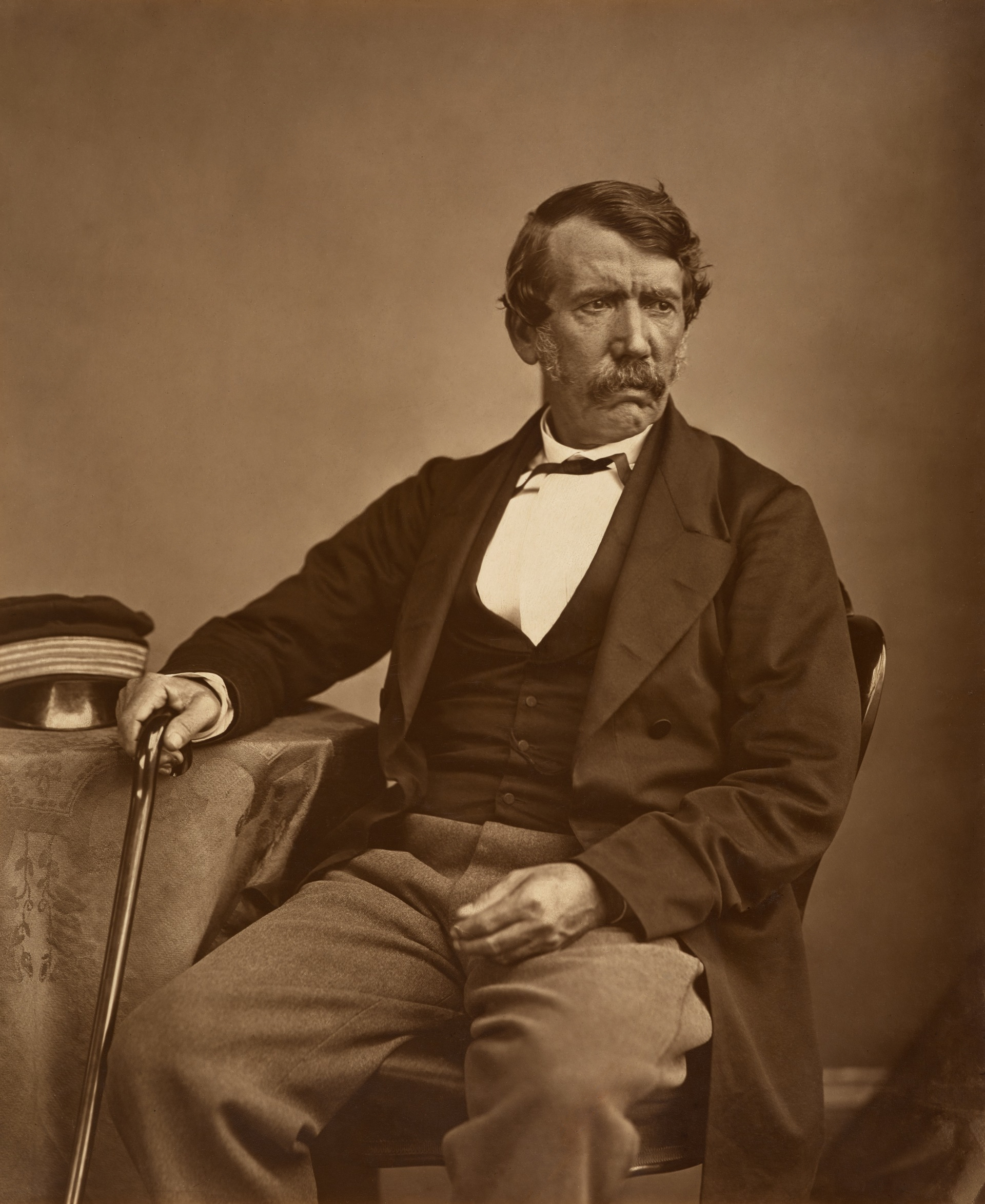
David Livingstone nel 1864
Hans Christian Andersen nel 1869
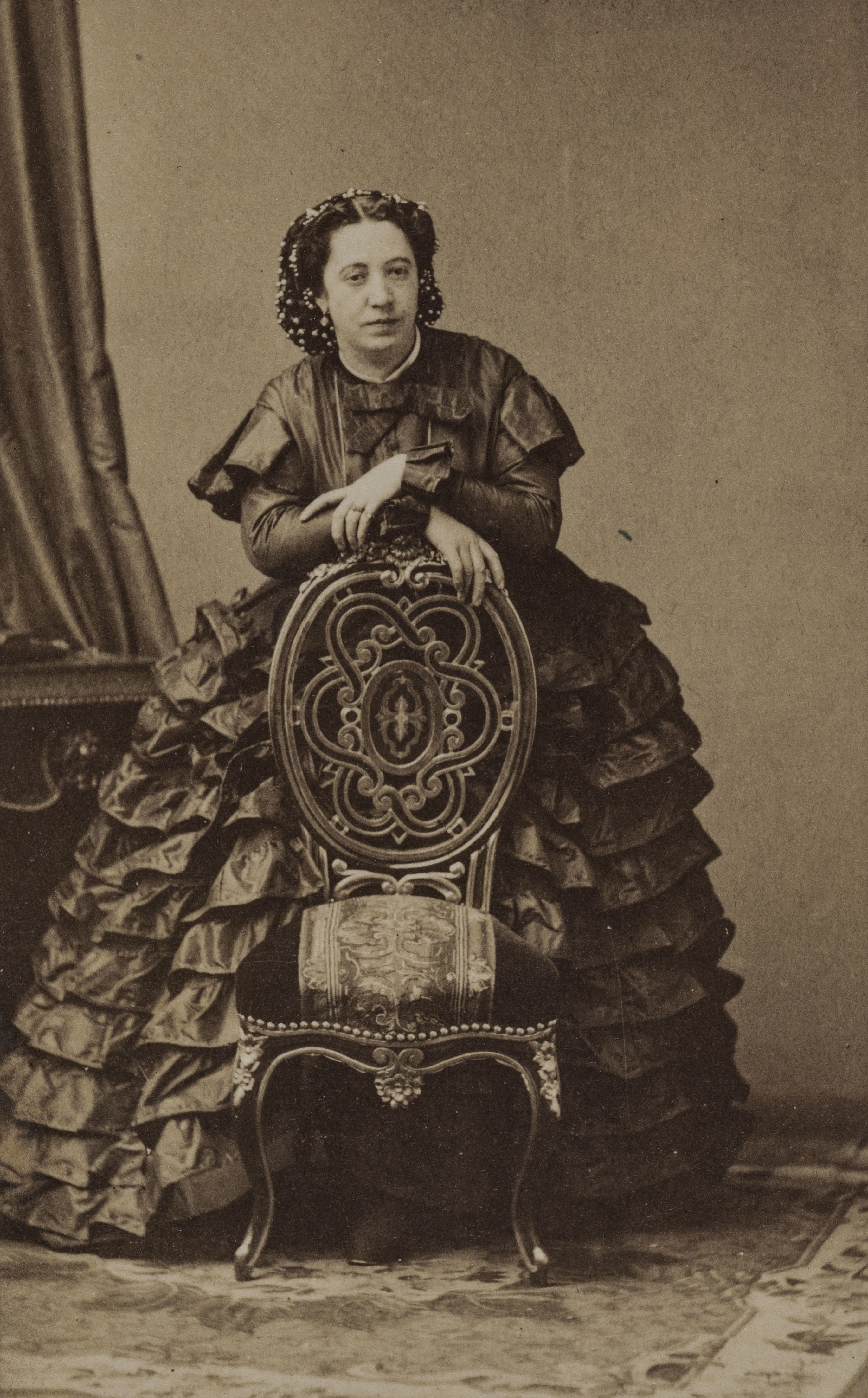
la moglie Geneviève Élisabeth Disdéri dopo il 1870
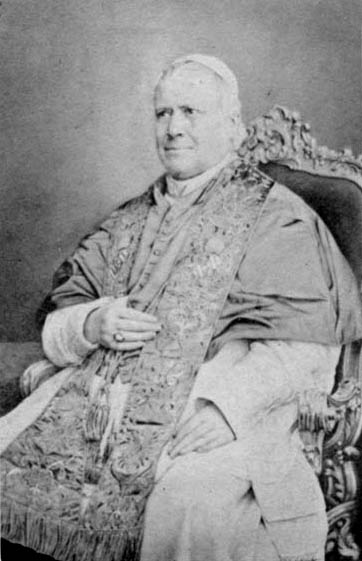
Pio IX nel 1878
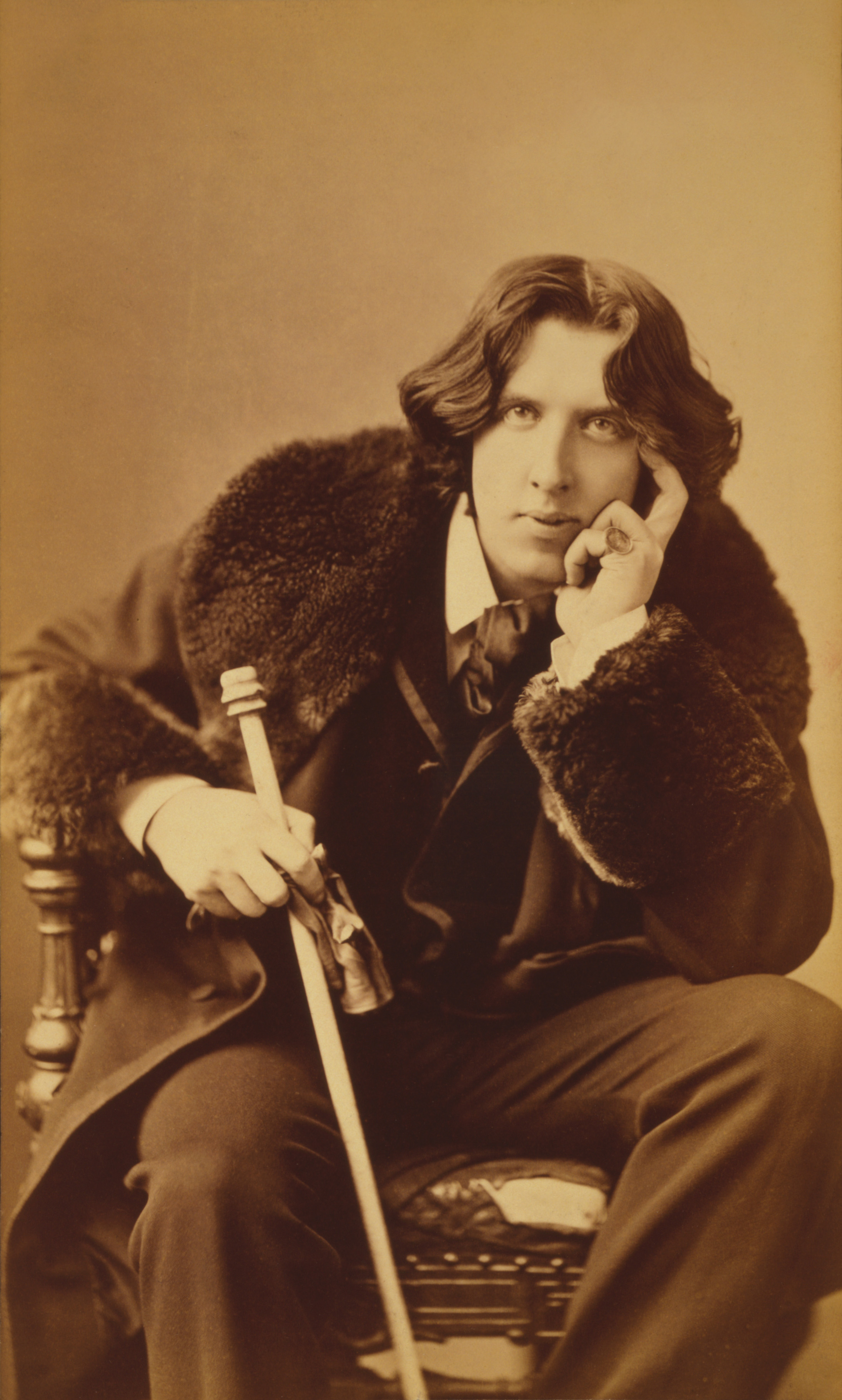
Oscar Wilde nel 1882
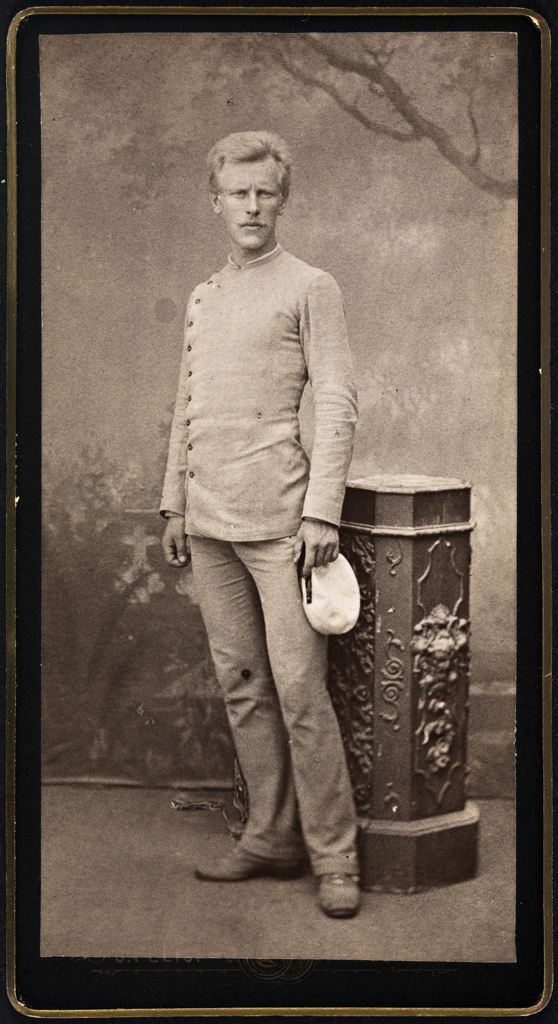
Fridtjof Nansen nel 1886